# 朴康造
朴 康造（パク・カンジョ、朝鮮語: 박강조, 1980年1月24日 - ）は、兵庫県尼崎市出身の元サッカー選手、サッカー指導者。ポジションはMF。

## 来歴
在日韓国人三世。兄がサッカーをしていたため、幼稚園の時代からサッカーに取り組んでいた。中学時代は地区大会で優勝している。滝川第二高校で活躍し（同期に加地亮がいる）、1998年、京都パープルサンガ（現：京都サンガF.C.）に入団したが、出場機会に恵まれず、1999年オフに解雇される。
2000年からは在日韓国人として、またJリーガーとして初めてKリーグでプレイ。同年5月には韓国代表にも選出され、5月28日のユーゴスラビア戦で後半30分に交代出場し、代表初出場を果たす。そして6月初旬にイランで行われた第4回LGカップ決勝のエジプト戦で後半18分に交代出場し、その直後に直接FKを決めている。2000年シドニーオリンピックのU-23韓国代表にはバックアップメンバーとして登録された。2003年にヴィッセル神戸に移籍した。2004年、当時のイワン・ハシェック監督の元で右サイドバックにコンバートをされ、以降右サイドのスペシャリストとしての地位を確立。2006年には自身初のハットトリックを達成するなど2桁得点を記録した。また、2007年に自身がプロデュースするサッカースクールを開校した。2008年4月13日の対京都サンガF.C.戦で靭帯損傷の大けがで全治8ヶ月となりシーズン中の復帰は絶望となっていたが、11月2日の天皇杯で復帰した。2009年シーズンは開幕からなかなか出番に恵まれなかったが、モンテディオ山形戦で途中出場で結果を残して以来レギュラーに返り咲いた。
三浦知良に憧れており、ゴールパフォーマンスとして本人公認のカズダンスを行うことがあった。しかし韓国代表として出場した試合でゴール後にカズダンスをした際、これが韓国サポーターから「日本のエースのマネをするとは何事か」と批判を受けてしまった。
2012年12月27日、突如現役引退を発表、同時にボートレーサー（競艇選手）に転向し、2013年4月よりボートレーサー養成所（福岡県柳川市）に入学、順調に行き2014年3月に卒業出来れば、2014年5月の尼崎ボートレース場でのデビューを目指すことを発表したが、入学後の訓練で右膝の古傷が悪化したため入学から5日で退学し、ボートレーサーへの道を断念した。
2013年6月、神戸のスクールコーチに就任した。
2022年3月9日、4月1日よりINAC神戸レオネッサのテクニカルアドバイザーに就任することが発表された。同年6月27日、INAC神戸の監督に就任した。1シーズン指揮を執ったが2023年6月をもって監督退任。
その後2023年11月よりINAC神戸レオネッサのテクニカルディレクターに就任。
2024年7月よりJFLのアトレチコ鈴鹿クラブの監督に就任。

## 所属クラブ
- 尼崎朝鮮初中級学校
- 滝川第二高校
- 1998年 - 1999年  京都パープルサンガ
- 2000年 - 2002年  城南一和天馬
- 2003年 - 2012年  ヴィッセル神戸

## 個人成績
| 国内大会個人成績 | 国内大会個人成績 | 国内大会個人成績 | 国内大会個人成績 | 国内大会個人成績 | 国内大会個人成績 | 国内大会個人成績 | 国内大会個人成績 | 国内大会個人成績 | 国内大会個人成績 | 国内大会個人成績 | 国内大会個人成績 |
| 年度             | クラブ           | 背番号           | リーグ           | リーグ戦         | リーグ戦         | リーグ杯         | リーグ杯         | オープン杯       | オープン杯       | 期間通算         | 期間通算         |
| 年度             | クラブ           | 背番号           | リーグ           | 出場             | 得点             | 出場             | 得点             | 出場             | 得点             | 出場             | 得点             |
| 日本             | 日本             | 日本             | 日本             | リーグ戦         | リーグ戦         | リーグ杯         | リーグ杯         | 天皇杯           | 天皇杯           | 期間通算         | 期間通算         |
| ---------------- | ---------------- | ---------------- | ---------------- | ---------------- | ---------------- | ---------------- | ---------------- | ---------------- | ---------------- | ---------------- | ---------------- |
| 1998             | 京都             | 31               | J                | 0                | 0                | 0                | 0                | 0                | 0                | 0                | 0                |
| 1999             | 京都             | 31               | J1               | 1                | 0                | 0                | 0                | 0                | 0                | 1                | 0                |
| 韓国             | 韓国             | 韓国             | 韓国             | リーグ戦         | リーグ戦         | リーグ杯         | リーグ杯         | FA杯             | FA杯             | 期間通算         | 期間通算         |
| 2000             | 城南一和         | 6                | K                | 31               | 0                |                  |                  |                  |                  |                  |                  |
| 2001             | 城南一和         | 6                | K                | 20               | 1                |                  |                  |                  |                  |                  |                  |
| 2002             | 城南一和         | 6                | K                | 18               | 0                |                  |                  |                  |                  |                  |                  |
| 日本             | 日本             | 日本             | 日本             | リーグ戦         | リーグ戦         | リーグ杯         | リーグ杯         | 天皇杯           | 天皇杯           | 期間通算         | 期間通算         |
| 2003             | 神戸             | 14               | J1               | 13               | 0                | 1                | 0                | 3                | 1                | 17               | 1                |
| 2004             | 神戸             | 7                | J1               | 26               | 0                | 6                | 0                | 1                | 0                | 33               | 0                |
| 2005             | 神戸             | 7                | J1               | 33               | 2                | 6                | 0                | 1                | 1                | 40               | 3                |
| 2006             | 神戸             | 7                | J2               | 43               | 10               | -                | -                | 0                | 0                | 43               | 10               |
| 2007             | 神戸             | 7                | J1               | 31               | 4                | 6                | 0                | 2                | 1                | 39               | 5                |
| 2008             | 神戸             | 7                | J1               | 6                | 0                | 1                | 0                | 2                | 1                | 9                | 1                |
| 2009             | 神戸             | 7                | J1               | 22               | 5                | 4                | 0                | 0                | 0                | 26               | 5                |
| 2010             | 神戸             | 7                | J1               | 30               | 4                | 1                | 0                | 1                | 0                | 32               | 4                |
| 2011             | 神戸             | 7                | J1               | 27               | 5                | 2                | 0                | 2                | 1                | 31               | 6                |
| 2012             | 神戸             | 7                | J1               | 20               | 0                | 5                | 0                | 1                | 0                | 26               | 0                |
| 通算             | 日本             | 日本             | J1               | 209              | 20               | 32               | 0                | 13               | 5                | 244              | 25               |
| 通算             | 日本             | 日本             | J2               | 43               | 10               | -                | -                | 0                | 0                | 43               | 10               |
| 通算             | 韓国             | 韓国             | K1               | 69               | 1                |                  |                  |                  |                  |                  |                  |
| 総通算           | 総通算           | 総通算           | 総通算           | 321              | 31               |                  |                  |                  |                  |                  |                  |

その他の公式戦
- 2006年
  - J1・J2入れ替え戦 2試合0得点
- 2000年
  - アジアカップウィナーズカップ　1試合0得点

## 代表歴

### 試合数
- 国際Aマッチ 5試合 1得点（2000年）[8][5]

| 韓国代表 | 国際Aマッチ | 国際Aマッチ |
| 年       | 出場        | 得点        |
| -------- | ----------- | ----------- |
| 2000     | 5           | 1           |
| 通算     | 5           | 1           |

## 指導歴
- 2008年 -  パクカンジョサッカースクール[5]
- 2013年 - 2022年3月 ヴィッセル神戸スクール[5]
- 2022年4月 - 2024年6月 INAC神戸レオネッサ
  - 2022年4月 - 6月  アシスタントコーチ、アカデミー・スクール テクニカルコーチ[5]
  - 2022年7月 - 2023年6月 監督
  - 2023年11月 - 2024年6月 テクニカルディレクター
- 2024年7月 - アトレチコ鈴鹿クラブ 監督